# Димитър Воев
Димитър Павлов Воев (21 май 1965 г. – 5 септември 1992 г.) е български поет, композитор, вокалист и музикант (баскитарист), най-известен като основател на култовата българска група „Нова генерация“ от течението дарк уейв, създадена през 1987 г. и съществувала в различни състави до смъртта му през 1992 г.

## Биография
Като ученик сформира първата си група „Парадокс“, заедно с Кристиян Костов. Двамата заедно с барабаниста Кирил Манчев избягват казармата, влизайки в психиатрична клиника. Все пак Кристиян Костов отива войник и групата се разпада. През 1984 г. Воев и Георги Маринов основават джаз дуета „Воцек“. По-късно към тях се присъединява Пенчо Попов и това дава началото на групата „Воцек и Чугра“. Свирят импровизирана музика и записват демо албуми на аудиокасети в апартамента на Пенчо Попов. Най-известната им песен е „Соня и Сала“. „Воцек и Чугра“ дълго време остава ъндърграунд. През 1992 г. записват в студио и издават албума „Бергология“.
През 1985 г. Воев и Васил Гюров основават първата пост пънк група в България – „Кале“. Първата им изява е през 1987 г. на Първия софийски рок фестивал, но след третата песен са свалени от сцената. Година по-късно „Кале“ се разпада, а Димитър основава групата „Вход Б“. Скоро съставът е прекръстен на „Нова генерация“, като името идва от поемата на Воев „Нова генерация завинаги“. В големи хитове се превръщат песните „Само двама“, „Ледове", „Патриотична песен“, „Скорпионите танцуват сами“ и други. През 1989 г. Балкантон издава на грамофонна плоча песни на Нова генерация и Контрол. През 1991 г. е издаден и първият самостоятелен албум на групата, озаглавен „Forever“.
През 1991 г., само на 26 години, Димитър Воев се застъпва открито за хората и децата в Русе, за правото им на здраве и живот, организирайки един от първите рок фестивали в страната след падането на режима.
Воев умира на 27 години от тумор на мозъка. След смъртта му е издаден албумът „Отвъд смъртта“, в който са и последните записи на Воев и Нова генерация. През 1994 г. е издаден сборник с негови стихове „Поздрави от мен боговете“.
Популярната песен на група „Атлас“ – „Кукла“, е по негов текст, написан през 1983 г. (когато е 18-годишен).

## Албуми

### Нова Генерация Завинаги 1998
(Marko's Music)
1. Ледове

2. Последната вълна

3. Градината на света

4. Арлина

5. Сто години

6. Ловецът на сърца

7. Нарцис

8. Страх 2

9. Студен живот

10. Тъмна земя

11. Само двама

12. Скорпионите танцуват сами

### Нова Генерация Отвъд смъртта 1992
(DS Music)
1. Последната вълна

2. Момиче без спомени

3. Градината на света

4. Обичам

5. Берлин

6. Част от колекция

7. Отплуване

8. Сто години

9. Яйцето

10. Отвъд смъртта

### Нова Генерация Forever 1991
(Avesta)
1. Скорпионите танцуват сами
2. Прилепът
3. Китайско момиче
4. Арлина
5. Човекът змия
6. Изповед
7. Страх 2
8. Ангели
9. The caravan of souls
10. Малко момиченце
11. Мухата
12. Студен живот
13. Патриотична песен
14. Тъмна земя
15. Нова Генерация Завинаги
16. Joyful company

### Нова Генерация LP BG Rock 1 1989 /Контрол
1. Ловец на сърца

2. Само двама

3. Страх

4. Суета

5. Нарцис'88

6. Ледове

### Нова Генерация Вход Б 1987
Страна А
1. Страх
2. С теб
3. Суета
4. Площад на сестрите
5. Празен влак
6. Само двама
7. Ловец на сърца

Страна Б
1. Изповед
2. Аз съм аз
3. Ледове
4. Да, да, да
5. Студен живот
6. Бездействие
7. Човекът змия

## Признание
- Документален филм „Воев“. Премиера на XXVI София филм фест през март 2022 г.; режисьор Биляна Кирилова; сценарий на Неда Миланова и Валерия Стефанова-Стойкова.[4]
- Алея Димитър Воев в Борисовата градина[5]